# The First of the Microbe Hunters
The First of the Microbe Hunters – EP brytyjskiej formacji Stereolab, wydane w 2000 roku. Dotarło ono do 24. miejsca amerykańskiej listy Top Heatseekers. Tytuł odnosi się do książki Paula de Kruifa pt, "Łowcy mikrobów" - jej pierwszy rozdział dedykowany był Antoniemu van Leeuwenhoekowi, którego autor nazwał "pierwszym łowcą mikrobów".

## Lista utworów
1. "Outer Bongolia" – 9:29
2. "Intervals" – 4:38
3. "Barock-Plastik" – 3:00
4. "Nomus et Phusis" – 4:23
5. "I Feel the Air (Of Another Planet)" – 8:13
6. "Household Names" – 3:42
7. "Retrograde Mirror Form" – 6:23